# Nemoria tutala
Nemoria tutala är en fjärilsart som beskrevs av Paul Dognin 1898. Nemoria tutala ingår i släktet Nemoria och familjen mätare. Inga underarter finns listade i Catalogue of Life.